# Jan IV Kassa
Jan IV (tigrinia ዮሓንስ ፬ይ / Rabaiy Yōḥānnes), właśc. Dejz Kassa Mercha (ur. 11 lipca 1837 w Degol Woyane, zm. 10 marca 1889 w Gallabacie) – król Tigraju w 1869–1871, następnie cesarz Etiopii w 1871–1889.
Dejaz Kassa został władcą kraju po pokonaniu 11 lipca 1871 r. pod Aduą cesarza Tekle Giorgisa II, który zmarł w więzieniu w następnym roku. Patriarcha kościoła etiopskiego koronował nowego cesarza 12 stycznia 1872 r. w starożytnej miejscowości Aksum, będącej niegdyś tradycyjnym miejscem koronacji cesarzy etiopskich. Po koronacji Dejaz Kassa przyjął imię Jan IV oraz tytuł cesarza Etiopii i króla Syjonu.
W 1876 r. Jan IV odparł najazd egipskiego władcy Ismaila Paszy. Jan IV zmarł ciężko raniony podczas walk prowadzonych z sudańskimi mahdystami w 1889 r.
Odznaczony Orderem Salomona.